# Psalydolytta lorigera
Psalydolytta lorigera es una especie de coleóptero de la familia Meloidae.

## Distribución geográfica
Habita en Mozambique, Tanzania y Zimbabue.